# Antioj Kantemir
El príncipe Antiój Dmítrievich Kantemír (en ruso Антиох Дмитриевич Кантемир; en rumano Antioh Cantemir; en turco Dimitri Kantemiroğlu; 8 de septiembre de 1708-31 de marzo de 1744) fue un ilustrado y diplomático ruso de origen moldavo. 
Antioj Kantemir, hijo del príncipe moldavo Dimitrie Cantemir y de la princesa Kasandra Cantacuzeno, nació en Iaşi. 
Fue educado por su padre y en la Academia Eslava, Griega, Latina (Slavic Greek Latin Academy) de Moscú, y permaneció la mayor parte de su juventud como huésped en la capital del Imperio otomano, para posteriormente reunirse con su padre Dimitrie en Rusia en su finca ubicada en los alrededores de Járkov.
Su obra refleja la visión y propósito de Pedro el Grande en sus reformas europeizantes, sobresaliendo como una contribución a la integración de la cultura rusa en el circuito mundial del Clasicismo. A este respecto, su esfuerzo más destacable es su Pétrida, un poema épico que glorificaba al zar. 
Desde 1731 fue el enviado ruso ante Londres (donde llevó el manuscrito de la Historia del desarrollo y la decadencia del Imperio Otomano de Dimitrie, escribiendo la biografía y bibliografía de su padre, que acompañó la edición inglesa de 1756). De 1736 hasta su muerte, Antioj Kantemir, fue ministro plenipotenciario en París, donde era una figura intelectual de renombre y amigo cercano de Montesquieu y Voltaire.
El estilo de Kantemir resulta aburrido y anticuado al lector moderno, debido a su apego por el sistema silábico de versificación (Syllabic verse), el cual fue posteriormente sustituido en la poesía rusa por el verso silábico-acentual (Accentual-syllabic verse). Sus poemas mejor conocidos son varias sátiras al modo de Juvenal, incluyendo A mi parecer: sobre aquellos que culpan a la educación (1729) y Sobre la envidia y el orgullo de los cortesanos malintencionados. 
Kantemir tradujo al ruso la obra de de Fontenelle intitulada Conversaciones sobre la pluralidad de mundos en 1740, aunque esta fue parcialmente censurada como herética. Compuso un tratado sobre versificación en ruso antiguo en 1744 y tradujo la poesía de Horacio y Anacreonte al ruso. Su obra filosófica propia, llamada Cartas sobre la naturaleza y el hombre ("O prirode i cheloveke") se publicó en 1742.
Antioj Kantemir murió soltero en París, aunque el litigio sobre sus supuestos hijos ilegítimos se arrastró por años.